# Meizu PRO 7
Meizu PRO 7 та Meizu PRO 7 Plus — смартфони на Android, розроблені компанією Meizu, особливістю яких став другий екран на задній панелі. Були представлені 26 липня 2017 року.

## Дизайн
Екран виконаний зі скла Corning Gorilla Glass 5. Корпус виконаний з алюмінію.
Знизу знаходяться роз'єм USB-C, динамік, мікрофон та 3.5 мм аудіороз'єм. Зверху розташований другий мікрофон. З лівого боку розташований слот під 2 SIM-картки. З правого боку розміщені кнопки регулювання гучності та кнопка блокування смартфона.
В Україні Meizu PRO 7 продавався в 3 кольорах: чорному, золотому та червоному.
В Україні Meizu PRO 7 Plus в версії на 64 ГБ продавався в 3 кольорах: чорному, золотому та сріблястому. В версії на 128 ГБ смартфон продавався в 2 кольорах: чорному та Space Black.

## Технічні характеристики

### Платформа
Стандартна версія Meizu PRO 7 отримала процесор MediaTek Helio P25 з графічним процесором Mali-T880MP2, а просунута версія Meizu PRO 7 та PRO 7 Plus — MediaTek MT6799 Helio X30 з PowerVR 7XTP.

### Батарея
Meizu PRO 7 отримав батарею об'ємом 3000 мА·год та підтримку швидкої зарядки mCharge 3 на 24 Вт, а PRO 7 Plus — об'ємом 3500 мА·год та підтримку швидкої зарядки mCharge 4 на 24 Вт.

### Камера
Смартфони отримали подвійну основну камеру 12 Мп, f/2.0 (ширококутний) + 12 Мп, f/2.0 (монохромний) з фазовим автофокусом та здатністю запису відео в роздільній здатності 4K@30fps. Фронтальна камера отримала роздільність 16 Мп, світлосилу f/2.0 (ширококутний) та здатність запису відео у роздільній здатності 1080p@30fps.

### Екран
Meizu PRO 7 отримав екран Super AMOLED, 5.2", 1920 × 1080 (FullHD) зі співвідношенням сторін 16:9 та щільністю пікселів 423 ppi.
Meizu PRO 7 Plus отримав екран Super AMOLED, 5.7", 2560 × 1440 (2K) зі співвідношенням сторін 16:9 та щільністю пікселів 494 ppi.
Також обидві моделі отримали додатковий екран ззаду типу Super AMOLED, діагоналлю 1.9", роздільністю 240 × 536, співвідношенням сторін 20.1:9 та щільністю пікселів 307 ppi.

### Пам'ять
Meizu PRO 7 продавався в комплектаціях 4/64 та 4/128 ГБ, а Meizu PRO 7 Plus — 6/64 та 6/128 ГБ.
Стандартна версія отримала тип сховища eMMC 5.1, а просунута версія та PRO 7 Plus — UFS 2.1.

### Програмне забезпечення
Смартфони були випущені на FlymeOS 6, що базувалася на Android 7.0 Nougat, і були оновлені до Flyme 8.